# Éducation à l'Époque moderne

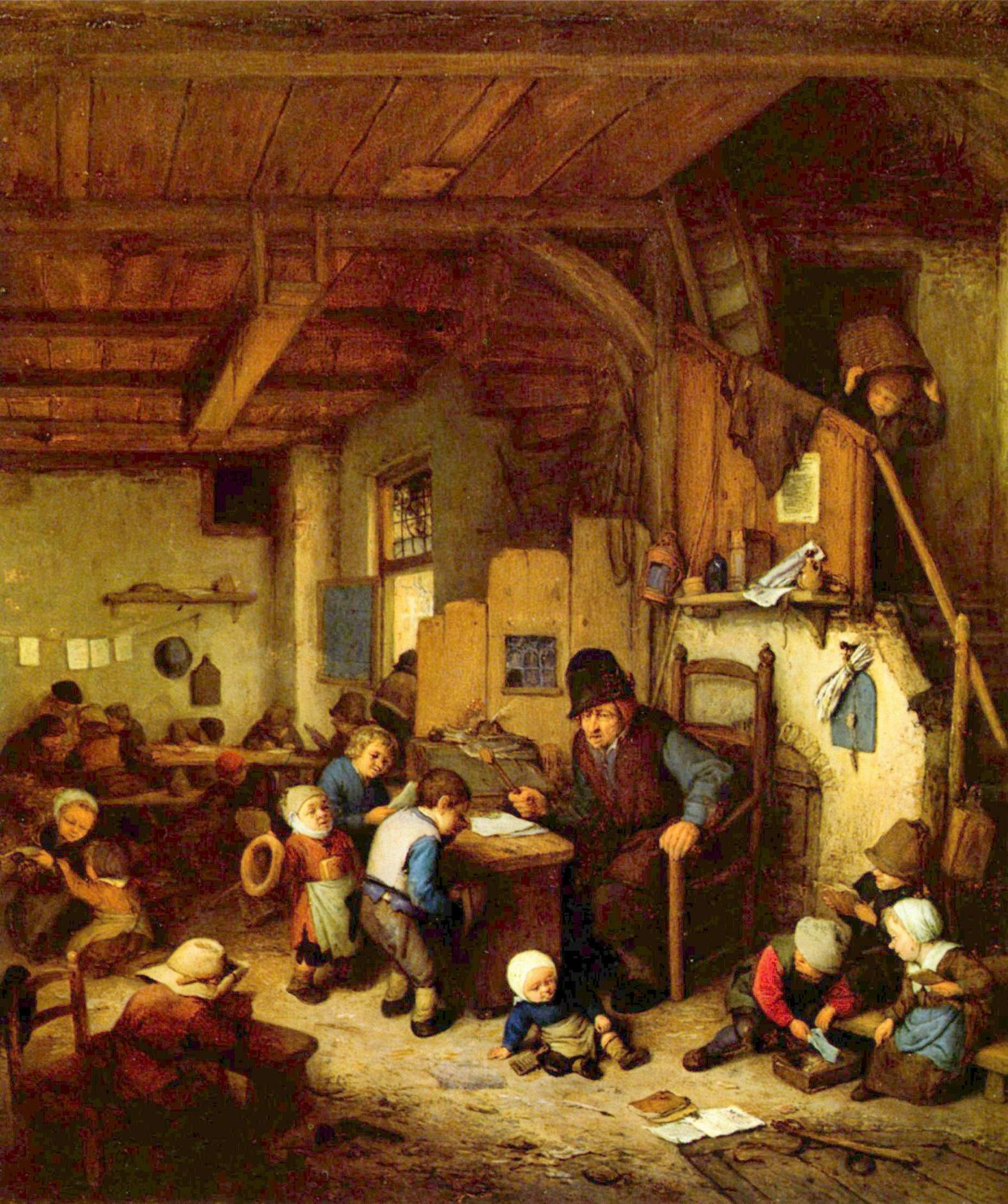
Adriaen van Ostade, Le Maître d'école, XVIIe siècle

Au Moyen Âge, l'école se développe dans les villes dans le but de former des jeunes garçons à la formation de clerc. Un apprentissage qui se limitait essentiellement à la lecture et l'écriture de la Bible. Elle ne disposait pas de vastes locaux. Les élèves échappaient à l'autorité du maître dès la fin de la leçon. La plupart des enfants de toutes les conditions sociales faisaient leur apprentissage, non à l'école, mais en servant dès sept ou neuf ans auprès de leur famille et des corporations. Les enfants étaient donc continuellement mêlés à la vie des adultes, et même assimilés à des adultes. Les femmes n'étaient pas totalement exclues d'éducation. Les filles de l'aristocratie bénéficiaient de précepteurs, celles de la bourgeoisie marchande étaient formées à la lecture et aux calculs. En revanche, pour les filles de basse condition, elles ne bénéficient d'un enseignement que si elles rejoignaient les ordres. Les universités suffisaient à former une étroite élite du savoir, serviteurs de l'Église (à cette époque) et de l'État, note Gaulupeau. Mais depuis 1270, les femmes sont interdites d'entrer à l'université ce qui les a exclues de tous les métiers demandant un diplôme, comme la médecine et la chirurgie, alors qu'elles les pratiquaient depuis fort longtemps. Il n'y avait pas non plus de distinction claire entre les étudiants et les maîtres. Seule l'Italie ouvre ses universités aux femmes, où elles sont étudiantes et professeures.
Ce n'est qu'à partir du XVe-XVIe siècle que l'école, portée par le développement de l'imprimerie et la concurrence entre Réforme et Contre-Réforme, commence à se généraliser et à constituer le lieu ordinaire de l'éducation. Apparait alors le collège, avec ses classes de niveau et ses examens de passage, à la fois lieu d'enseignement et de surveillance, où une population nombreuse se voit soumise à une hiérarchie autoritaire. Les élèves sont désormais rangés par âges, ils ont un statut bien distinct de celui des maîtres. 
C'est d'abord la bourgeoisie qui a recours à l'école. Les familles plus pauvres, ainsi que la noblesse, n'y mettront leurs enfants que progressivement.
Ariès voit dans ce phénomène l'expression d'un besoin nouveau de rigueur morale et de protection de l'enfant. L'enfant est un enfant, avant d'être un petit prince ou un petit paysan. Les parents n'acceptent plus de se séparer de leurs enfants en les confiant à d'autres familles, comme cela se pratiquait auparavant. Les éducateurs, eux, qui appartiennent à l'Église, ont d'abord à cœur de protéger les enfants de la corruption sociale, et du péché. C'est ce qu'Ariès appelle « l'invention de l'enfance ».
À la Renaissance, les jésuites jouent un rôle important dans l'enseignement, et dans les collèges en particulier. Le premier collège jésuite est fondé par Ignace de Loyola en 1548 à Messine. En France, les Jésuites créent des collèges à Riom, à Paris (collège de Clermont, actuel lycée Louis-le-Grand), à la Flèche… Ces collèges forment une grande partie de l'élite de cette époque, mais toujours masculine. D'ailleurs les fonctions et charges sont interdites aux femmes (elles ne sont pas assez instruites d'ailleurs, objectera-t-on, conséquence logique, puisque les écoles leur sont fermées).
En France, sous François Ier, Guillaume Budé crée en 1530 le Collège royal (actuel Collège de France). 
Au cours du XVIIIe siècle, les aspects les plus rudes de la discipline scolaire s'estompent. Il s'agit désormais d'éveiller en l'enfant les lumières et le sens de sa dignité, tout en respectant son rythme propre. De ce point de vue, l’Émile de Jean-Jacques Rousseau, quoique violemment critique à l'égard des Collèges, marque plus un sommet dans la reconnaissance de la spécificité des enfants qu'une révolution absolue. Par contre, il limite l'éducation des filles à servir leur mari.
C'est au collège que sont formées toutes les générations instruites de l'ancien régime. Elles y acquièrent une culture à la fois humaniste et chrétienne. La pédagogie pratiquée en ville dans les écoles de charité s'inspire de celle du collège.

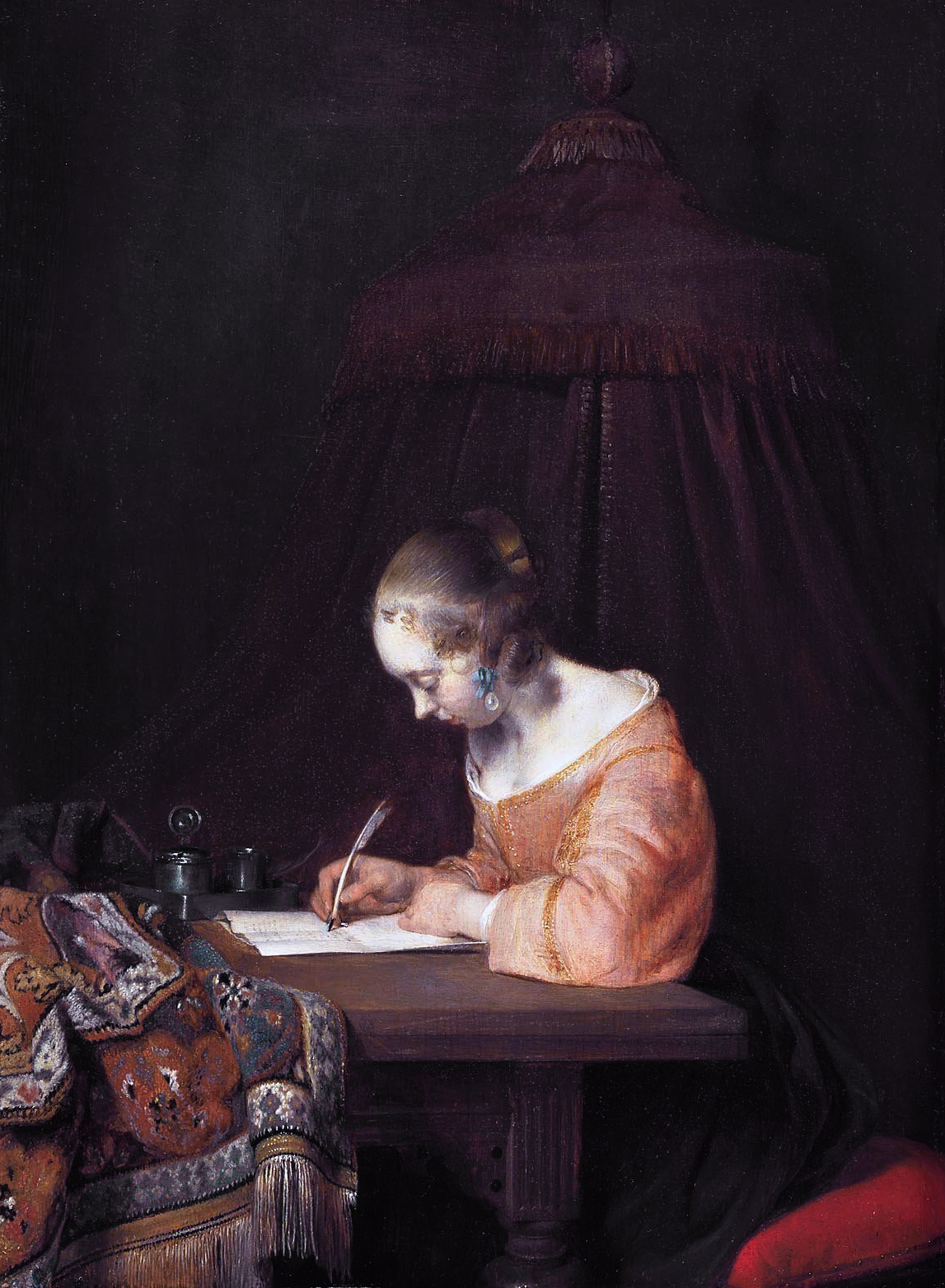
Femme écrivant une lettre, Gerard ter Borch, vers 1655.

Les femmes avides de connaissances et de savoirs ont contourné l'obstacle, surtout au XVIIIe siècle, en se précipitant à tous les cours hors universités, en particulier de mathématiques qui avaient un grand succès. Elles ont créé des salons, diffusant les auteurs et les idées nouvelles. Certaines comme Émilie du Châtelet ont fait des recherches scientifiques.  Mais elles ne peuvent toujours avoir aucun diplôme et n'exercent aucun métier intellectuel.
Le système scolaire des siècles suivants est dès lors dessiné, à l'exception de la laïcité : malgré la création tardive d'écoles royales d'ingénieurs et la première expulsion des Jésuites en 1762, le pouvoir royal a abandonné l'enseignement à l'Église, aux villes et aux communes rurales.